# Traute Göppner
Traute Göppner, född 30 januari 1911 i Danzig, dåvarande provins Westpreußen; död 19 mars 2001; var en tysk friidrottare med hoppgrenar som huvudgren. Göppner var en pionjär inom damidrott, hon var årsrekordhållare i längdhopp och blev guldmedaljör vid den fjärde damolympiaden 1934.

## Biografi
Traute Göppner föddes 1911 i Danzig. Hon utbildade sig till lärare och studerade även idrott, under skoltiden började hon med friidrott. Hon tävlade i längdhopp men även i kortdistanslöpning och höjdhopp samt spjutkastning, kulstötning och femkamp. Hon gick med i idrottsföreningen "LBV Danzig".
1932 tog hon silverplats i längdhopp vid de tyska mästerskapen vid tävlingar i Berlin 2–3 juli 1933 tog hon bronsplats vid tävlingar i Weimar 19–20 augusti 1934 blev hon åter silvermedaljör i grenen vid tävlingar i Nürnberg 27–29 juli och 1937 tog hon åter bronsplats vid tävlingar i Berlin 24–25 juli.
Göppner deltog vid den fjärde damolympiaden 9–11 augusti 1934 i London, under idrottsspelen vann hon guldmedalj i längdhopp.
1935 deltog hon i de 6:e Internationella studentspelen (World Student Games, föregångare till Universiaden) 10–18 augusti i Budapest, under spelen vann hon silvermedalj i längdhopp. Vid de 7:e Internationella studentspelen 21–29 augusti i Paris tog hon guldmedalj i samma gren.
Den 25 augusti 1935 hoppade hon 5,89 meter vid tävlingar i Dresden, prestationen var hennes personbästa och även års världsbästa.
Senare arbetade hon åter som lärare, hon började 1952 vid skolan "Richard-Schirrmann-Realschule" i Lüdenscheid där hon arbetade fram till sin pensionering 1975. Göppner dog 2001.